# Български репарации след Първата световна война
Българските репарации след Първата световна война са установени с подписването на Ньойския мирен договор, поставил край на участието на България в Първата световна война.
Един от основните следвоенни принципи на външната политика на България става стремежът към промяна на клаузите на Ньойския договор по три направления: облекчаването на финансовите задължения, освобождаване от военните ограничения и ликвидиране на чуждия контрол, поддържане на претенции върху територии, принадлежащи до войната на България.
Сключва се спогодба на 21 март 1923 година за плащанията на България по репарациите. Репарациите, които България трябва да изплати на съюзниците според Ньойския договор, са в размер на 2,25 милиарда златни франка. Те трябва да се изплащат на шестмесечни вноски на Репарационната комисия, създадена с Версайския договор, която от своя страна ги преразпределя между съюзниците. Първото плащане трябва да бъде направено на 1 юли 1920 година, а последното — на 1 януари 1958 година. През първите две години лихвата върху репарациите е 2%, а през следващите години – 5%. В сумата на репарациите са включени и евентуални финансови претенции към България от страна на нейните съюзници. Създадена е възможност Репарационната комисия да отлага или намалява плащанията, в зависимост от възможностите на България.
В края на 1920-те и първата половина на 1930-те години, по време на световната икономическа криза. Германия, в затруднението си да плаща репарациите си, се обръща към американския президент Хувър с молба да поеме инициативата за обявяване на мораториум (прекратяване) на изплащането на репарациите. Мораториумът на Хувър е обявен през 1931 г. През 1932 г. в Лозана се провежда международна конференция по репарационния въпрос. На нея се решава Англия, Франция и други европейски държави да спрат плащанията на дълговете си към САЩ от времето на войната. Държавите победителки подписват споразумение и за отлагане на плащанията на Германия, като по този начин се слага край на цялата система от следвоенни плащания.

## Изпълнение и вътрешнополитическа обстановка
Установената с Ньойския договор сума на репарациите от 2,25 милиарда златни франка е огромна за възможностите на българската икономика и държавен бюджет. Тя представлява 22% от цялото национално богатство по оценки за 1911 година, като по този показател репарациите са по-тежки от наложените на Германия с Версайския договор. Вноските по тяхното изплащане възлизат на 55% от целия държавен бюджет по това време. Невъзможността за изплащане на репарациите е известна още при сключването на Ньойския договор, поради което той предвижда тяхната бъдеща преоценка.
Освен паричните репарации, изплащани на Репарационната комисия, България трябва да компенсира съседните страни и с известно количество добитък:
| Вид          | Гърция | Румъния | Сръбско-хърватско-словенска държава | Общо   |
| ------------ | ------ | ------- | ----------------------------------- | ------ |
| Бикове       | 15     | 60      | 50                                  | 125    |
| Млечни крави | 1500   | 6000    | 6000                                | 13 500 |
| Коне         | 2250   | 5250    | 5000                                | 12 500 |
| Мулета       | 450    | 1050    | 1000                                | 2500   |
| Волове       | 1800   | 3400    | 4000                                | 9200   |
| Овце         | 6000   | 15 000  | 12 000                              | 33 000 |

В допълнение, ако Междусъюзническата контролната комисия (МСК) прецени, че това няма да бъде сериозна пречка за стопанския живот в страната, България трябва да доставя на Сръбско-хърватско-словенската държава по 50 хиляди тона въглища в продължение на 5 години, като компенсация за щети, нанесени на сръбските каменовъглени мини.
След подписването на Ньойския договор Никола Стоянов е назначен и за помощник-комисар по репарациите. Макар официално комисар да е вътрешният министър Райко Даскалов, в качеството си на финансов експерт Никола Стоянов е водещата фигура в преговорите. Той бързо предизвиква неодобрението на Междусъюзническа контролна комисия, като френският представител в нея го определя като национален „екстремист“, проявяващ „изразена ксенофобия, понякога даже със зла умисъл“.
Една от основните задачи на Междусъюзническата комисия през първите години от нейното съществуване е да извърши оценка на платежоспособността на България с оглед на реалистично преоценяване на репарациите. Този процес продължава до началото на 1923 година и създава значителна несигурност в стопанския живот на страната, като има значителен принос за обезценяването на лева. През този период България изплаща значителни суми, включително задълженията си в натура към съседните страни.
През януари 1923 година, под натиска на МСК, Райко Даскалов е отстранен от поста комисар по репарациите и временно изпълняващ длъжността става Никола Стоянов, но френските представители продължават да настояват за смяна на преговарящите лица. По същото време излиза от печат статията „Финансовото положение на България и българският репарационен дълг“, в която Стоянов дава силно песимистична оценка на платежоспособността на страната. Тя влиза в разрез с позициите на правителството на Александър Стамболийски, което по това време подготвя компромисно споразумение по репарациите. Никола Стоянов не е назначен за титулярен комисар, но му е поверено ръководството на българските експерти в преговорите с МСК, довели до уреждането на план-график на репарациите с протокола от 21 март 1923 г. След Деветоюнския преврат постът комисар по репарациите е зает от новия външен министър Христо Калфов, а Стоянов остава негов заместник.
На 21 март 1923 година българското правителство и Междусъюзническата комисия подписват споразумение, променящо изцяло структурата на репарационния дълг и отлагащо неговото изплащане. Преговорите са водени лично от министър-председателя Александър Стамболийски, който се стреми да използва сключването на относително благоприятно споразумение в течащата по това време предизборна кампания. Макар че е постигнат пробив в системата на репарациите и че дългът на практика е редуциран значително, споразумението предизвиква силно недоволство сред българската общественост, която очаква по-големи отстъпки. Споразумението среща съпротива и във Франция, главно поради опасенията, че създава неблагоприятен прецедент по отношение на репарационния дълг на Германия, но след успеха си на изборите Стамболийски отказва да преразглежда неговите условия, в което среща и подкрепата на Великобритания.
Според споразумението репарационният дълг е разделен на две части. Транш Б в размер на 1,7 милиарда франка става безлихвен и изискуем след 1953 година. Останалите 550 милиона франка трябва да бъдат изплатени до 1983 година, като през първите 12 години се плащат само лихви, а изплащането на главницата започва от 1935 година. През първите години вноските са намалени до поносимото ниво от 27,5 милиона франка годишно.
Първото плащане по новото споразумение е направено на 1 октомври 1923 година. През следващите няколко години дългът е обслужван редовно, като сумата на репарациите не надхвърля 3,8% от износа, а ако се включат и другите плащания по договора – 6,6% от износа. Изплащането на репарациите се облекчава и от обезценяването на предвоенните външни дългове. Така обслужването на всички външни дългове (довоенни и репарационни) през 1926 година възлиза на 19,5% от бюджета при 28,5% през 1914 година. За периода 1919-1929 година България изплаща общо 186,4 милиона златни франка задължения по Ньойския договор.
През октомври 1924 година Никола Стоянов отново влиза в конфликт с МСК при сходни обстоятелства — негови публикации аргументират невъзможността за изплащане на репарациите. На 18 януари 1926 година, след съставянето на правителството на Андрей Ляпчев, Никола Стоянов окончателно е отстранен от преговорите по репарационния дълг.
Най-тежкото практическо последствие от налагането на репарациите е, че те получават приоритет пред всяко друго задължение на държавата. Така тя може да емитира нови външни заеми само с разрешението на Репарационната комисия. На практика това е осъществено само при Бежанския заем (1926) и Стабилизационния заем (1928). Отпускането на тези заеми е в интерес на получателите на репарационни плащания, защото те дават възможност на страната да обслужва задълженията си, прехвърляйки част от репарационния дълг върху частни банки, главно американски и британски.
България е частично удовлетворена по въпроса за репарационните вноски за 1929 година. Те са намалени с 50% на 2 500 000 златни франка всяка една. По този начин във връзка с Чирпанското земетресение България получава едногодишен мораториум по изплащането на репарациите в размер 10 000 000 златни франка.
Ново пълно преразглеждане на репарациите е постигнато през януари 1930 година на Хагската конференция. Транш Б е напълно премахнат, а транш А, чиято стойност с капитализираните от 1923 година лихви е 687,9 милиона франка, е намален на 415,2 милиона златни франка без лихва, платими до 1966 година при вноска за първите 20 години от 11,2 милиона франка. Премахната е възможността за бъдещо преразглеждане на репарациите, както и общата ипотека върху държавните приходи, предотвратяваща получаване на нови външни заеми. С подписаната на 20 януари 1930 г. в Хага спогодба, част Б от българския репарационен дълг, както и окупационният дълг, се премахват срещу отказ от рекламации, на които България има право, по огромните вземания по член 145 на Ньойския договор от Германия, Австрия и Унгария. Съгласно Хагската спогодба България трябва да продължи да плаща репарации в продължение на 36 години със средногодишна вноска 11 000 000 златни франка с 5,5 % лихва С чл. 7 на спогодбата България се задължава срещу вдигането на секвестъра (забраната) на българските имоти в Румъния да заплати на румънското правителство 110 000 000 леи. Наред с това се предвижда България да участва в обслужването на отоманския дълг (чл. 8) и същевременно част от предвоенния дълг да бъде разпределен между Югославия Румъния и Гърция и като държави, придобили български територии. Със спогодбата делът на Гърция в българските репарации се определя на 76,73 %, а общо на балканските страни 94,73 %.
На 20 юни 1931 година американският президент Хувър излиза с предложение да се спрат плащанията на всички дългове и репарации за срок от 1 година, считано от 1 юли 1931 до юни 1932, обявявайки Мораториума на Хувър.
През юни 1932 на конференцията в Лозана германските репарации се анулират, след това се урежда и проблемът за т. нар. източни репарации на Австрия, България и Унгария. С това приключва първият етап на българската мирна ревизионистка политика.